# Rioca
Rioca so naselje v občini Bileća, Bosna in Hercegovina. 

## Deli naselja
Miloševići, Rioca in Šunjevina.

## Prebivalstvo
| Pregled števila prebivalcev po letih | Pregled števila prebivalcev po letih | Pregled števila prebivalcev po letih | Pregled števila prebivalcev po letih | Pregled števila prebivalcev po letih | Pregled števila prebivalcev po letih |
| ------------------------------------ | ------------------------------------ | ------------------------------------ | ------------------------------------ | ------------------------------------ | ------------------------------------ |
| 1948                                 | 1953                                 | 1961                                 | 1971                                 | 1981                                 | 1991                                 |
| -                                    | -                                    | -                                    | 112                                  | 96                                   | 64                                   |

| Narodna sestava prebivalstva po letih                                                                                      | Narodna sestava prebivalstva po letih                                                                                    | Narodna sestava prebivalstva po letih                                                                                  |
| --- | --- | --- |
| 1971 | 1981 | 1991 |
| . skupaj: 112 Srbi 111 (99,10 %) Hrvati 0 (0,00 %) Muslimani 0 (0,00 %) Jugoslovani 0 (0,00 %) drugi in neznano 1 (0,89 %) | . skupaj: 96 Srbi 95 (98,95 %) Hrvati 0 (0,00 %) Muslimani 0 (0,00 %) Jugoslovani 1 (1,04 %) drugi in neznano 0 (0,00 %) | . skupaj: 64 Srbi 64 (100 %) Hrvati 0 (0,00 %) Muslimani 0 (0,00 %) Jugoslovani 0 (0,00 %) drugi in neznano 0 (0,00 %) |